# René Mella
 (mars 2013).
Si vous disposez d'ouvrages ou d'articles de référence ou si vous connaissez des sites web de qualité traitant du thème abordé ici, merci de compléter l'article en donnant les références utiles à sa vérifiabilité et en les liant à la section « Notes et références ».
Pour les articles homonymes, voir Mella.
René Mella, né le 6 juin 1926 à Annonay (Ardèche) et mort le 30 septembre 2019 à Mirabel-aux-Baronnies (Drôme), est un chanteur français.

## Biographie
De parents italiens, René Mella est le dernier de trois garçons, dont Jean est l'aîné, Fred le deuxième, nés français, alors que leur père n'a été naturalisé qu'en 1926. La mauvaise santé de leur mère, atteinte d'un pneumothorax, ramène la famille pendant quelques années dans le Piémont avant de revenir en France.
Appelé à la rescousse par son frère Fred Mella, ténor et soliste  des Compagnons de la chanson, afin d'assurer un intérim de quelques mois à la suite du départ de Paul Buissonneau, René Mella en deviendra le troisième ténor de manière définitive jusqu'en février 1985.
Par la suite, il continue sa carrière au sein des Copains d'Accord.
Le 14 décembre 2008, on le retrouve sur la scène de l'Olympia aux côtés de son frère Fred Mella.
Il meurt le 30 septembre 2019 à Mirabel-aux-Baronnies, à l'âge de 93 ans.